# Cantone di Puylaurens
Il Cantone di Puylaurens era una divisione amministrativa dell'arrondissement di Castres.
È stato soppresso a seguito della riforma complessiva dei cantoni del 2014, che è entrata in vigore con le elezioni dipartimentali del 2015.
Comprendeva i comuni di:
- Appelle
- Bertre
- Blan
- Cambounet-sur-le-Sor
- Lempaut
- Lescout
- Poudis
- Puylaurens
- Saint-Germain-des-Prés
- Saint-Sernin-lès-Lavaur